# Cierva C.8
El Cierva C.8 fue un autogiro experimental diseñado por el ingeniero español Juan de la Cierva y Codorníu en Gran Bretaña, en 1926, y construido con la empresa británica A.V. Roe (Avro).

## Desarrollo

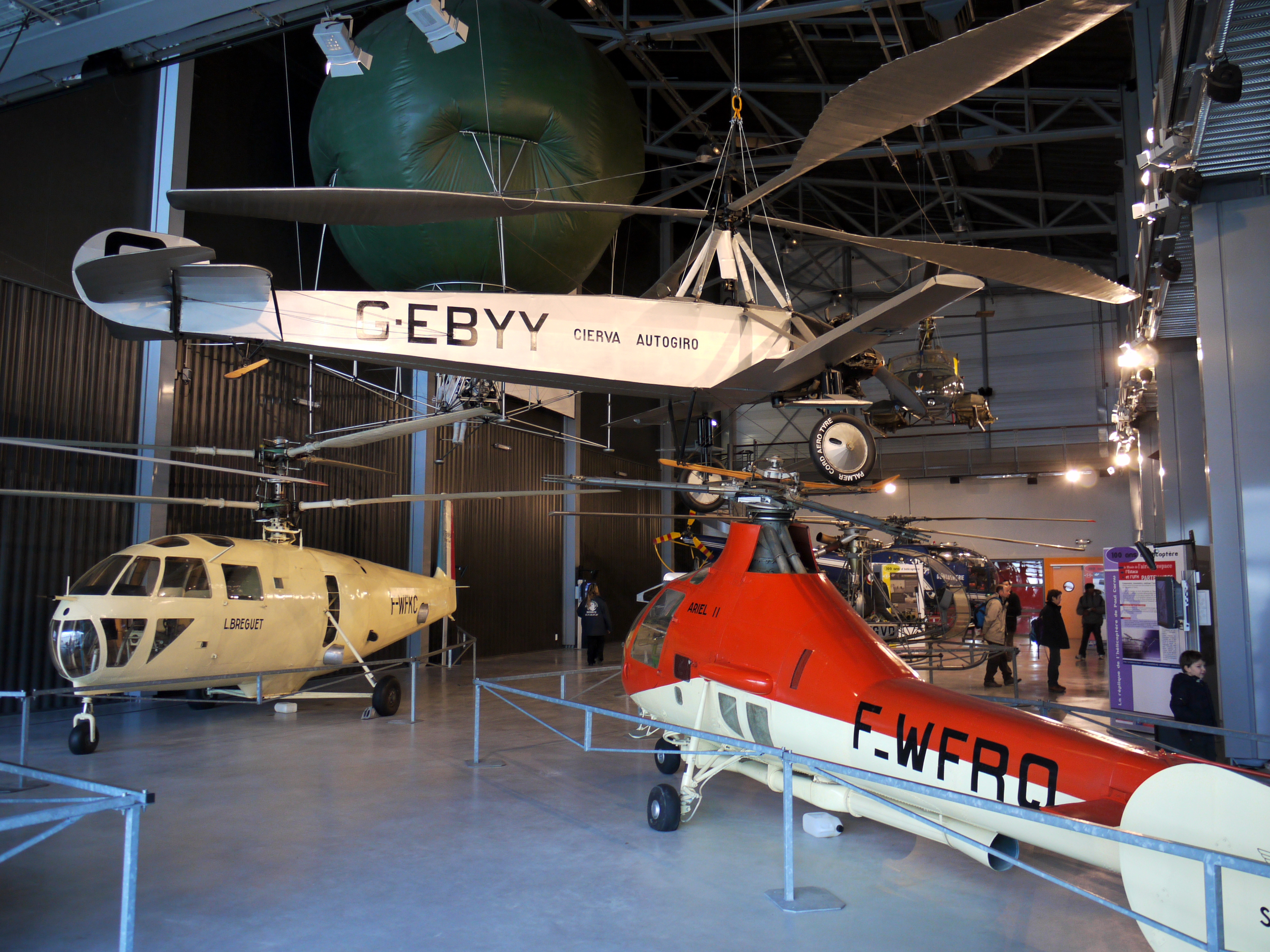
Cierva C.8L en el Musée de d'Air et de l'Espace en Le Bourget.

Al igual que los anteriores autogiros de Juan de la Cierva, los C.8 se basaban en una aeronave de ala fija existente. En este caso, en el Avro 552.
El primer ejemplar, el Cierva C.8R (conocido también como Avro Type 587), era el C.6D modificado con unas nuevas alas embrionarias y con nuevas palas en forma de remo y doble articulación en su rotor principal, según lo experimentado en el C.7.
Este fue seguido por una nueva construcción, el Cierva C.8V (o Avro Type 586), que era un fuselaje biplaza de un Avro Type 552 con un motor Wolseley Viper de 180 hp con un sistema rotor similar al del C.8R, pero añadiéndole una aleta dorsal; este aparato voló en 1926. 
El siguiente modelo fue el definitivo, el prototipo Cierva C.8L (o Avro Type 611), basado en un fuselaje del Type 504N con motor Armstrong Siddeley Lynx de 180 hp. Testado en vuelo por H. J. Hinkler en Hamble y entregados a la RAF por el propio Juan de la Cierva, en lo que fue el primer cruce del país en una aeronave de ala giratoria el 30 de septiembre de ese mismo año, al entregar el C.8L al RAE de Farnborough partiendo de la factoría Avro de Hamble.
El comodoro del aire James G. Weir, presidente de la Cierva Autogiro Company, pidió un C.8L Mk II (Avro Type 617) civil, que no solo difería del modelo anterior en una serie de detalles, sino que introducía una ala fija de corta envergadura y estaba propulsado por un motor Lynx IV. Voló en Hamble en mayo de 1928 y posteriormente tomó parte en la carrera aérea de la King´s Cup (ha sido seguramente el único autogiro que jamás haya participado en una competición de este tipo), pero hubo de retirarse por falta de combustible. Este aparato (G-EBYY) emprendió una gira de exhibición volando en septiembre de 1928 a París, desde donde continuó hasta Berlín, vía Bruselas, regresando por Ámsterdam a París. Todavía se conserva en el Musée de l´Air instalado en el aeropuerto de Le Bourget. 
También se recibieron pedidos por otros dos C.8L; un C.8L Mk III para el Gobierno Italiano, que voló por primera vez en septiembre de 1928, y un C.8L Mk IV (designado C.8W) para el constructor aeronáutico estadounidense Harold Pitcairn. Este aparato contaba con un motor Wright Whirlwind de 225 hp y en enero de 1929 realizó en Willow Grove el primer vuelo efectuado en Estados Unidos por un autogiro. Pitcairn compró los derechos para Estados Unidos y fundó en Pensilvania la Pitcairn-Cierva Autogyro Co; el C.8W se conserva en el National Air and Space Museum de la Smithsonian Institution, en Washington D. C..
El 18 de septiembre de 1928, Juan de la Cierva, a los mandos de un C.8, cruzó el Canal de la Mancha con el periodista francés Henri Bouché, director de la revista L´Aeronautique, como pasajero.

## Variantes
C.8R (Avro Type 587)
C.6D con nuevas alas y rotor, uno convertido.
C.8V (Avro Type 586)
Variante biplaza del C.8R con motor Wolseley Viper de 180 hp, uno construido.
C.8L (Avro Type 611)
Variante con motor Armstrong Siddeley Lynx de 180 hp.
C.8L Mk II (Avro Type 617)
C.8L con motor Armstrong Siddeley Lynx IV, uno construido.
C.8W (C.8L Mk IV)
Versión para Harold Pitcairn con motor Wright Whirlwind de 225 hp, uno construido.

## Operadores
Reino Unido
- Real Fuerza Aérea

## Especificaciones (C.8L)

### Características generales
- Tripulación: Uno (piloto)
- Capacidad: Un pasajero
- Longitud: 11 m (36 ft)
- Diámetro rotor principal: 12,1 m (39,7 ft)
- Altura: 4,5 m (14,8 ft)
- Peso vacío: 750 kg (1653 lb)
- Peso máximo al despegue: 1120 kg (2468,5 lb)
- Planta motriz: 1× motor radial de siete cilindros refrigerado por aire Armstrong Siddeley Lynx IV.
  - Potencia: 134 kW (185 HP; 182 CV)

### Rendimiento
- Velocidad máxima operativa (Vno): 160 km/h (99 MPH; 86 kt)
- Alcance: 410 km (221 nmi; 255 mi)
- Techo de vuelo: 1200 m (3937 ft) [2]
- Régimen de ascenso: 2,5 m/s (492 ft/min)

## Aeronaves relacionadas

### Desarrollos relacionados
- Cierva C.7

### Secuencias de designación
- Secuencia C._ (interna de la compañía Cierva): ← C.5 - C.6 - C.7 - C.8 - C.9 - C.12 - C.17 →
- Secuencia Numérica (interna de Avro): ← 582 - 584 - 585 - 586 - 587 - 594 - 604 - 605 - 611 - 612 - 616 - 617 - 618 - 619 - 620 →